# Obi Ikechukwu Charles
Obi Ikechukwu Charles (1986. április 6.) nigériai labdarúgócsatár, jelenleg a feröeri FC Suðuroy játékosa.

## Pályafutása
2005–2006-ban a finn Pallokerho-35 játékosa volt, majd megfordult a portugál Boavista FC, a ciprusi Doxa Katokopia és az albán KS Flamurtari Vlorë keretében 
is. 2010 óta játszik a feröeri FC Suðuroy csapatában.

## Fordítás
- Ez a szócikk részben vagy egészben az Obi Ikechukwu Charles című angol Wikipédia-szócikk ezen változatának fordításán alapul.  Az eredeti cikk szerkesztőit annak laptörténete sorolja fel. Ez a jelzés csupán a megfogalmazás eredetét és a szerzői jogokat jelzi, nem szolgál a cikkben szereplő információk forrásmegjelöléseként.

## Külső hivatkozások
- Profil, FaroeSoccer (feröeri)
- Profil, worldfootball.net (angol)